# Hypericum caprifoliatum
Hypericum caprifoliatum är en johannesörtsväxtart som beskrevs av Adelbert von Chamisso och Schlecht.. Hypericum caprifoliatum ingår i släktet johannesörter, och familjen johannesörtsväxter. Inga underarter finns listade i Catalogue of Life.